# Nathalie Vierin
Nathalie Viérin (Aosta, 1982. október 15. –) olasz teniszezőnő. 1998-ban kezdte profi pályafutását, hat egyéni ITF-tornát nyert meg. Legjobb egyéni világranglista-helyezése százharmadik volt, ezt 2006 májusában érte el.

## Év végi világranglista-helyezései
| Év       | 1998 | 1999 | 2000 | 2001 | 2002 | 2003 | 2004 | 2005 | 2006 | 2007 | 2008 |
| Helyezés | 554. | 509. | 328. | 166. | 163. | 175. | 164. | 139. | 178. | 176. | 277. |